# Hertali
Hertali är en vulkan i Etiopien. Den ligger i den centrala delen av landet, 190 km öster om huvudstaden Addis Abeba. Toppen på Hertali är 900 meter över havet.
Terrängen runt Hertali är platt åt sydost, men åt nordväst är den kuperad. Runt Hertali är det ganska glesbefolkat, med 35 invånare per kvadratkilometer. Det finns inga samhällen i närheten. I omgivningarna runt Hertali växer i huvudsak buskskog.